# مارسی
مارسِی (به فرانسوی: Marseille) مارسی (به فرانسوی: Marseille؛ به گویش پرونسی: Marselha) شهری در جنوب فرانسه است که مرکز استان بوش-دو-رون و منطقه پروانس-آلپ-کوت دازور به‌شمار می‌رود. این شهر در منطقه پروانس واقع شده و در سواحل دریای مدیترانه، نزدیک به دهانه رودخانه رون قرار دارد. مارسی دومین شهر پرجمعیت فرانسه پس از پاریس است و در سال ۲۰۲۱ دارای ۸۷۳٬۰۷۶ نفر جمعیت بوده است. مارسی به همراه حومه‌ها و مناطق اطرافش، کلان‌شهر آکس-مارسی-پرووانس را تشکیل می‌دهد که در سرشماری ۲۰۲۱ جمعیتی معادل ۱٬۹۱۱٬۳۱۱ نفر دارد. مارسی که حدوداً در سال ۶۰۰ قبل از میلاد توسط مهاجران یونانی از فوکایا تأسیس شد، قدیمی‌ترین شهر فرانسه و یکی از قدیمی‌ترین سکونتگاه‌های مسکونی در اروپا است. این شهر در دوران باستان به نام ماسالیا (به یونانی: Μασσαλία، رومی‌سازی: Massalía) شناخته می‌شد و رومی‌ها آن را ماسیلیا می‌نامیدند. مارسی از زمان‌های قدیم یک بندر تجاری بوده است. به‌ویژه، در دوران استعماری و به‌خصوص در قرن نوزدهم، شاهد رونق تجاری قابل توجهی بود و به یک شهر صنعتی و تجاری موفق تبدیل شد. امروزه، بندر قدیمی همچنان در قلب شهر قرار دارد، جایی که تولید صابون مارسی حدود شش قرن پیش آغاز شد. کلیسای نوتردام دو لا گارد (Notre-Dame-de-la-Garde) یا «بون‌مِر» برای مردم مارسی، یک کلیسای رومی-بیزانسی و نماد شهر است که بر فراز بندر قرار دارد. از این گذشته، بندر بزرگ دریایی مارسی (GPMM) و اقتصاد دریایی، قطب‌های اصلی فعالیت‌های منطقه‌ای و ملی هستند و مارسی همچنان اولین بندر فرانسه، دومین بندر مدیترانه‌ای و پنجمین بندر اروپایی باقی مانده است. از زمان تأسیس خود، باز بودن مارسی به دریای مدیترانه، این شهر را به یک شهر کازموپولیتن تبدیل کرده است که با تبادلات فرهنگی و اقتصادی با جنوب اروپا، خاورمیانه، شمال آفریقا و آسیا مشخص می‌شود. در اروپا، این شهر سومین جامعه یهودی بزرگ را پس از لندن و پاریس دارد.
در دهه ۱۹۹۰، پروژه یورومدیترانه برای توسعه اقتصادی و نوسازی شهری آغاز شد. پروژه‌های زیرساختی جدید و نوسازی‌ها در دهه‌های ۲۰۰۰ و ۲۰۱۰ انجام شد: تراموا، نوسازی هتل-دیئو به یک هتل لوکس، گسترش استادیوم ولودروم، برج CMA CGM و همچنین موزه‌های دیگری در کنار اسکله مانند موزه تمدن‌های اروپا و مدیترانه (MuCEM). به همین دلیل، مارسی اکنون پس از پاریس، بیشترین تعداد موزه‌ها را در فرانسه دارد. این شهر در سال ۲۰۱۳ به عنوان پایتخت فرهنگی اروپا و در سال ۲۰۱۷ به عنوان پایتخت ورزشی اروپا نامگذاری شد. مارسی خانه باشگاه فوتبال المپیک مارسی است که یکی از موفق‌ترین و پرطرفدارترین باشگاه‌ها در فرانسه به شمار می‌رود و همچنین میزبان مسابقات جام جهانی ۱۹۹۸ و یورو ۲۰۱۶ بوده است. این شهر همچنین محل چندین مؤسسه آموزش عالی در منطقه است، از جمله دانشگاه آکس-مارسی. ساکن مارسی را مارسیلی (Marseillais) می‌نامند.

## خواهرخواندگی و همکاری
مارسی با ۱۳ شهر خواهرخوانده است و همچنین امضای قرارداد دوستی و همکاری با بیست و نه شهرستان در سراسر جهان بسته‌است.

### خواهرخوانده‌ها
تمامی شهرهای خواهرخوانده با مارسی به استثنای (شهر مراکش و گلاسکو) از شهرها مهم بندری هستند.
| سال           | شهر        | کشور                |
| ------------- | ---------- | ------------------- |
| ۱۹۵۸          | آبیجان     | ساحل عاج            |
| ۱۹۵۸          | آنتورپ     | بلژیک               |
| ۱۹۵۸          | کپنهاگ     | دانمارک             |
| ۱۹۵۸          | جنوا       | ایتالیا             |
| ۱۹۵۸          | حیفا       | اسرائیل             |
| ۱۹۵۸          | هامبورگ    | آلمان               |
| ۱۹۶۱          | کوبه (شهر) | ژاپن                |
| ۱۹۶۸          | داکار      | سنگال               |
| ۱۹۷۲          | اودسا      | اوکراین             |
| ۱۹۸۴ (میلادی) | ناپل       | ایتالیا             |
| ۱۹۸۴ (میلادی) | پیرئاس     | یونان               |
| ۱۹۸۷          | شانگهای    | چین                 |
| ۲۰۰۴          | مراکش      | مراکش               |
| ۲۰۰۶          | گلاسگو     | بریتانیا            |
| ۲۰۱۷          | میامی      | ایالات متحده آمریکا |

## جغرافیا

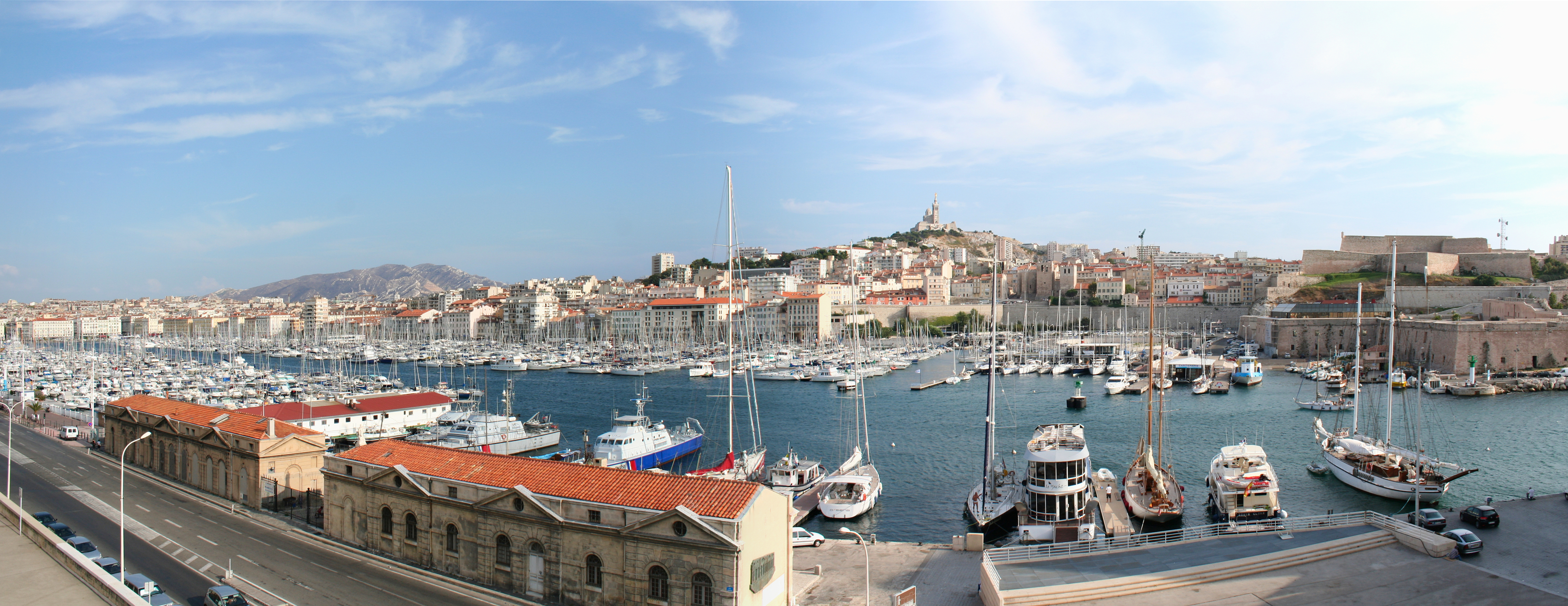

مارسی مرکز سومین ناحیه اقتصادی فرانسوی و اولین قطب صنعتی و خدمات جنوب فرانسه است.
مارسی دارای امکانات غیرقابل انکار نظیر موقعیت ژئواستراتژیک در اروپا و مدیترانه، کیفیت زندگی ممتاز، جمعیت جوان، پویا و خلاق و تجربه طولانی تبادلات بین‌المللی است. از سده‌های پیش، به ویژه داد و ستدهای دریایی نقش و جایگاهی اساسی برای مارسی، اولین بندر فرانسه دارد.
بدینسان مارسی به عنوان مرکز بزرگ اقتصادی پیرامون مدیترانه‌است.

## جمعیت
مارسی با جمعیت ۸۵۰٬۰۰۰ نفر دومین کمون بزرگ فرانسه بعد از پاریس می‌باشد. ساکنان مارسی و حومه اش که شامل اکس آن پروانس در شمال، ایستر، ویترول در غرب و اوبائن در شرق می‌شود به بیش از ۱٬۵۶۰٬۳۴۳ می‌رسد.

### هرم سنی
در ۲۰۰۹:
| \| مردان \| سن \| زنان \| \| ------ \| ----------- \| ------ \| \| ۱٬۶۴۵ \| ۹۰ تا بیشتر \| ۵٬۳۸۱ \| \| ۲۷٬۱۷۸ \| ۷۵ تا ۸۹ \| ۴۶٬۶۲۲ \| \| ۵۱٬۲۳۰ \| ۶۰ تا ۷۴ \| ۶۱٬۲۸۹ \| \| ۷۴٬۹۵۶ \| ۴۵ تا ۵۹ \| ۸۳٬۸۷۴ \| \| ۸۲٬۰۱۴ \| ۳۰ تا ۴۴ \| ۸۸٬۴۱۴ \| \| ۸۴٬۹۴۹ \| ۱۵ تا ۲۹ \| ۸۸٬۲۸۷ \| \| ۷۸٬۸۷۲ \| ۰ تا ۱۴ \| ۷۵٬۸۹۱ \| |             |        |
| مردان | سن          | زنان   |
| ۱٬۶۴۵ | ۹۰ تا بیشتر | ۵٬۳۸۱  |
| ۲۷٬۱۷۸ | ۷۵ تا ۸۹    | ۴۶٬۶۲۲ |
| ۵۱٬۲۳۰ | ۶۰ تا ۷۴    | ۶۱٬۲۸۹ |
| ۷۴٬۹۵۶ | ۴۵ تا ۵۹    | ۸۳٬۸۷۴ |
| ۸۲٬۰۱۴ | ۳۰ تا ۴۴    | ۸۸٬۴۱۴ |
| ۸۴٬۹۴۹ | ۱۵ تا ۲۹    | ۸۸٬۲۸۷ |
| ۷۸٬۸۷۲ | ۰ تا ۱۴     | ۷۵٬۸۹۱ |

## پزشکی
به خاطر مجموعه بزرگ بیمارستانی که بهترین تجهیزات و احدهای پژوهشی بسیار مشهوری را دارد، امروزه مارسی در میان اولین رتبه‌های بهداشت و سلامت عمومی قرار دارد.
بخش‌های عمده آن عبارت‌اند از مهندسی زیست‌پزشکی، سرطان‌شناسی، ایمنی‌شناسی، صنعت داروسازی و تصویر برداری پزشکی.
مارسی دومین قطب پژوهش دولتی در فرانسه در زمینه علمی است و قریب ۳۰۰۰ پژوهشگر را در آزمایشگاه‌ها و دانشگاه‌ها گرد هم می‌آورد.
آموزش عالی ۳ دانشگاه، ۳۰ دانشکده و مدرسه بزرگ را در اختیار دارد که ۹۰۰۰۰ دانشجو را تربیت می‌کنند.

## ترابری
متروی مارسی در سال ۱۹۷۷ تأسیس شده و هم‌اکنون دارای ۲ خط و ۲۸ ایستگاه می‌باشد، همچنین تراموا این شهر در سال ۱۸۹۹ به صورت برقی تأسیس شده و دارای ۳ خط و ۳۲ ایستگاه می‌باشد.

## هنر
مارسی شهر تعدد فرهنگی است و به سرعت تجهیزات ساختار سازی را از آن خود کرده‌است. با ۲۵ تئاتر، اپرا، سالن کنسرت "لودوم"، مدرسه بین‌المللی رقص و باله ملی ماری-کلود پیتراگالا، مارسی مانند یک مرکز فرهنگی هنری حقیقی در فرانسه قرار می‌گیرد.

## ورزش
ورزش بیش از یک سرگرمی اوقات فراغت محسوب می‌شود. در مارسی بیش از ۵۰ رشته به‌طور منظم توسط ۲۰۰٬۰۰۰ فرد مجاز کار می‌شود. ۴۰ درصد وسعت مارسی به فضای طبیعی اختصاص داده شده‌است. ضمناً با ۵۷ کیلومتر ساحل دریا، مارسی محل ملاقات ممتازی برای ورزشکاران (غواصی، ورزش‌های آبی) و نیز شناگرانی است که از درخشندگی استثنایی خورشید نیز برخوردار می‌شوند. زین الدین زیدان از نامداران ورزشی این شهر است.
| - آبیجان، ساحل عاج - آنتورپ، بلژیک - کپنهاگ، دانمارک - داکار، سنگال - جنوا، ایتالیا - گلاسگو، بریتانیای کبیر - حیفا، اسرائیل | - هامبورگ، آلمان - کوبه، ژاپن - مراکش، مراکش - اودسا، اوکراین - پیرائوس، یونان - شانگهای، جمهوری خلق چین - ایروان، ارمنستان |  |

## نگارخانه

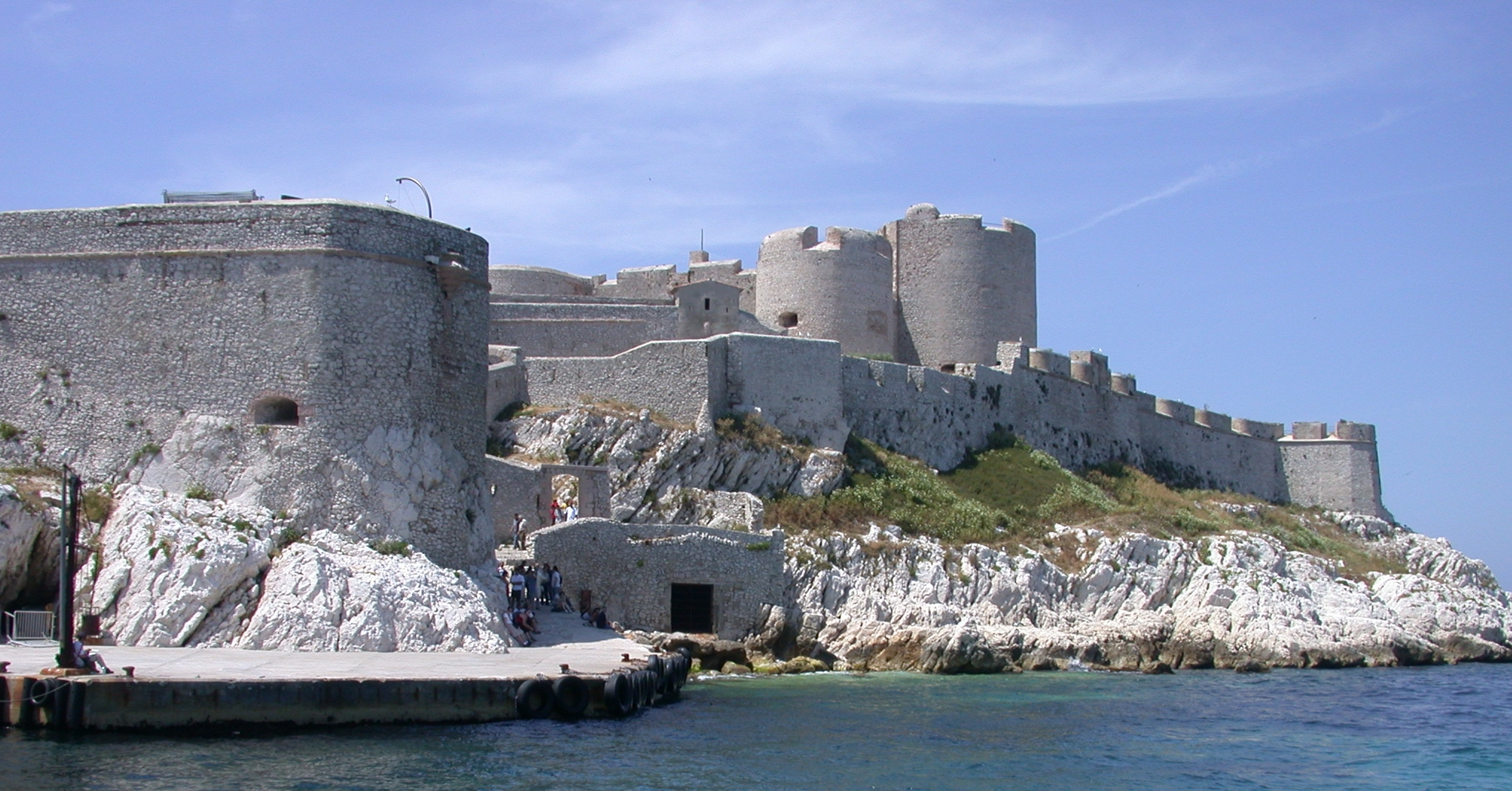
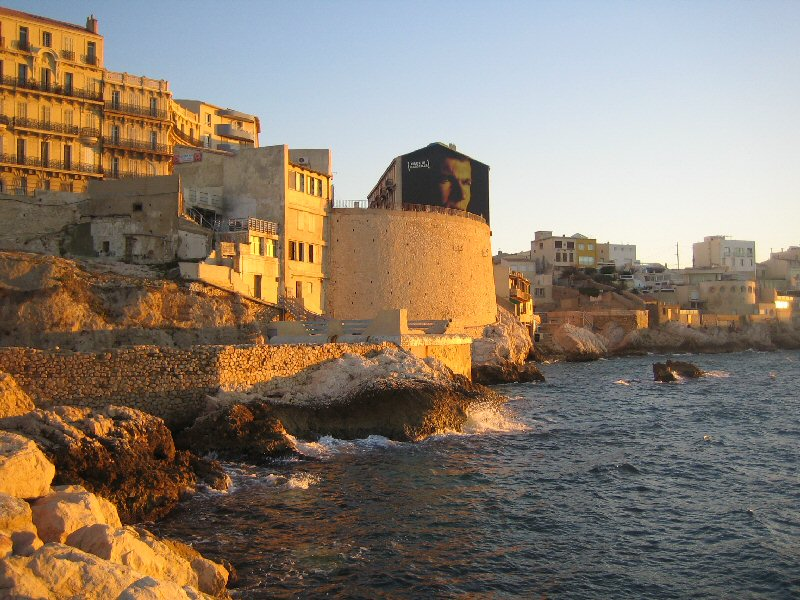
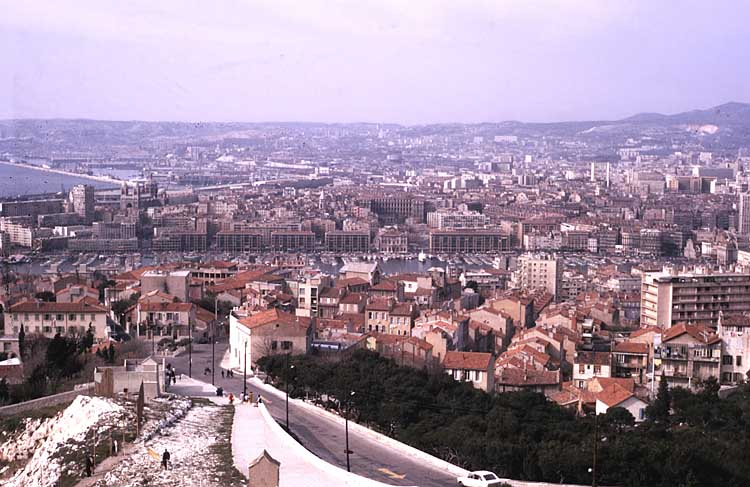
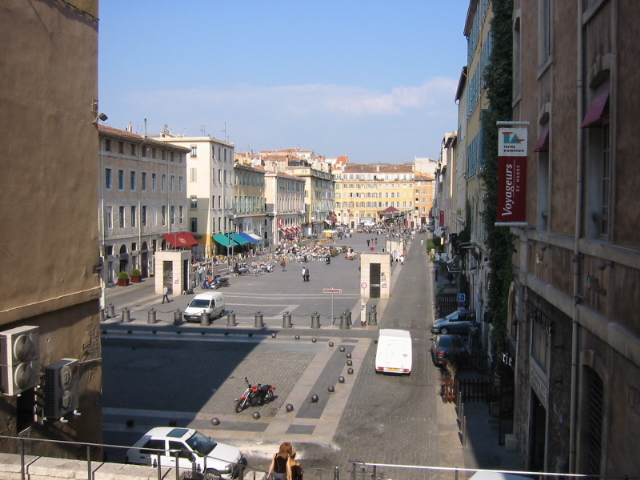
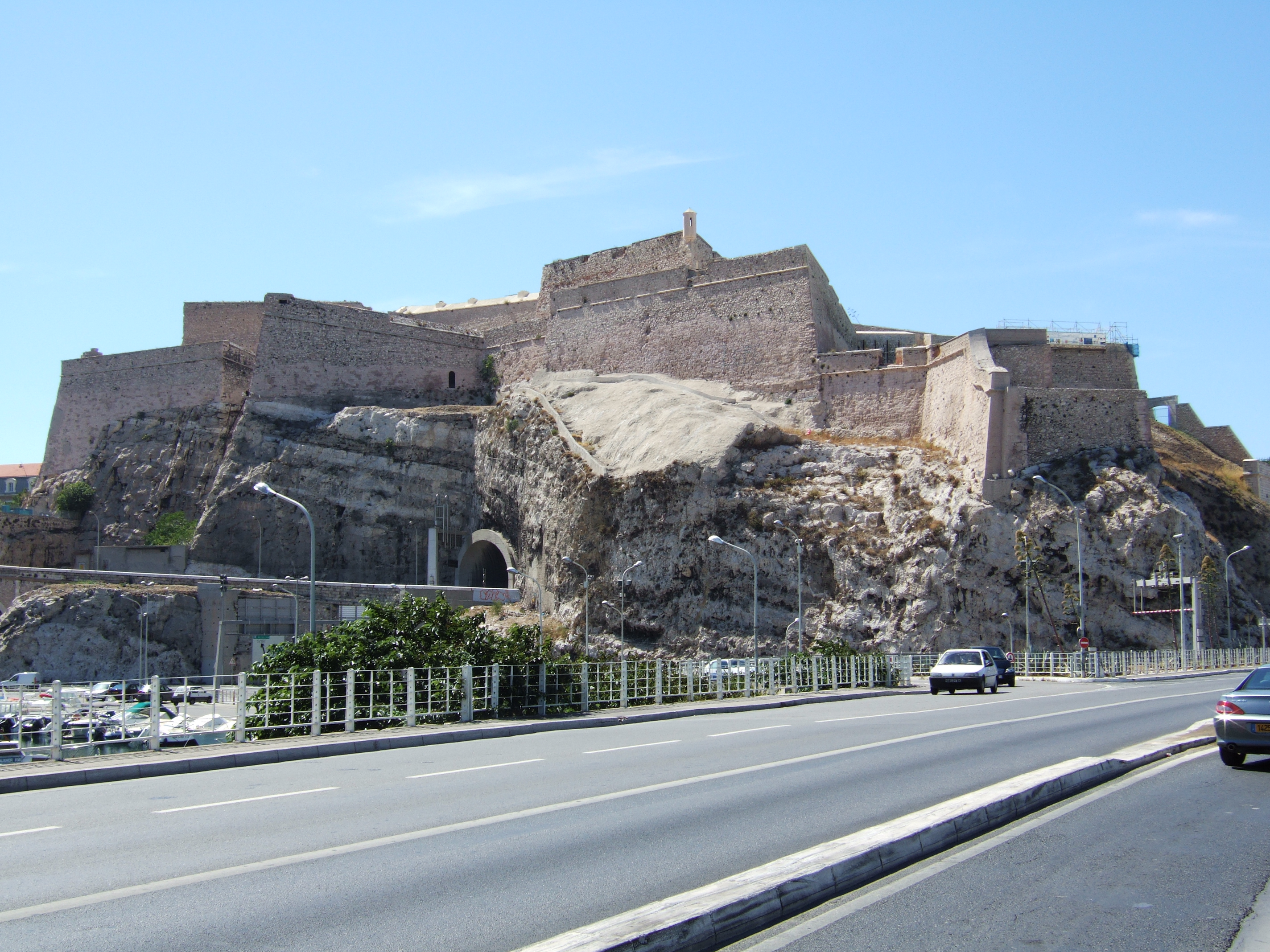
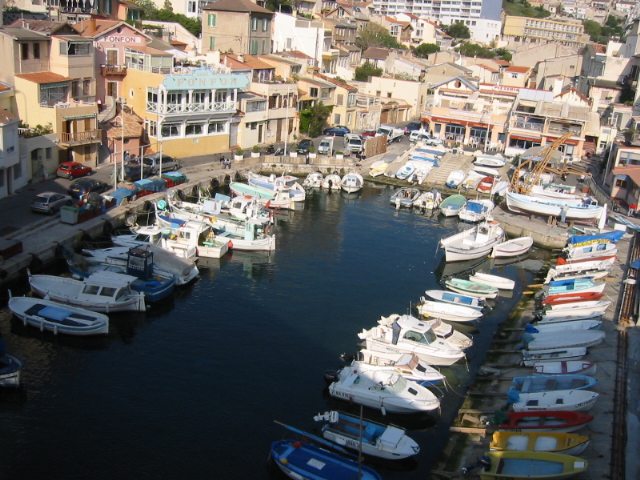
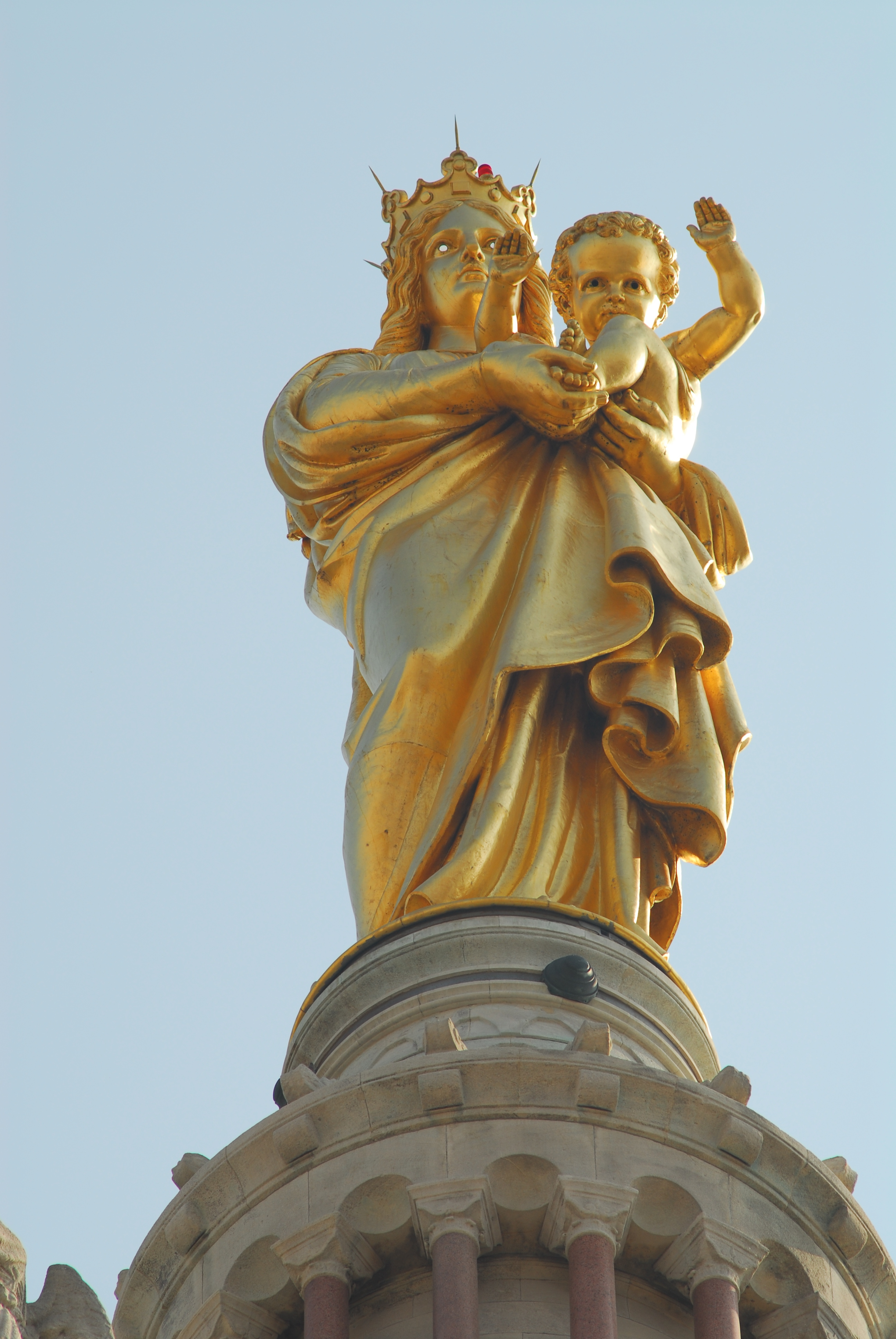
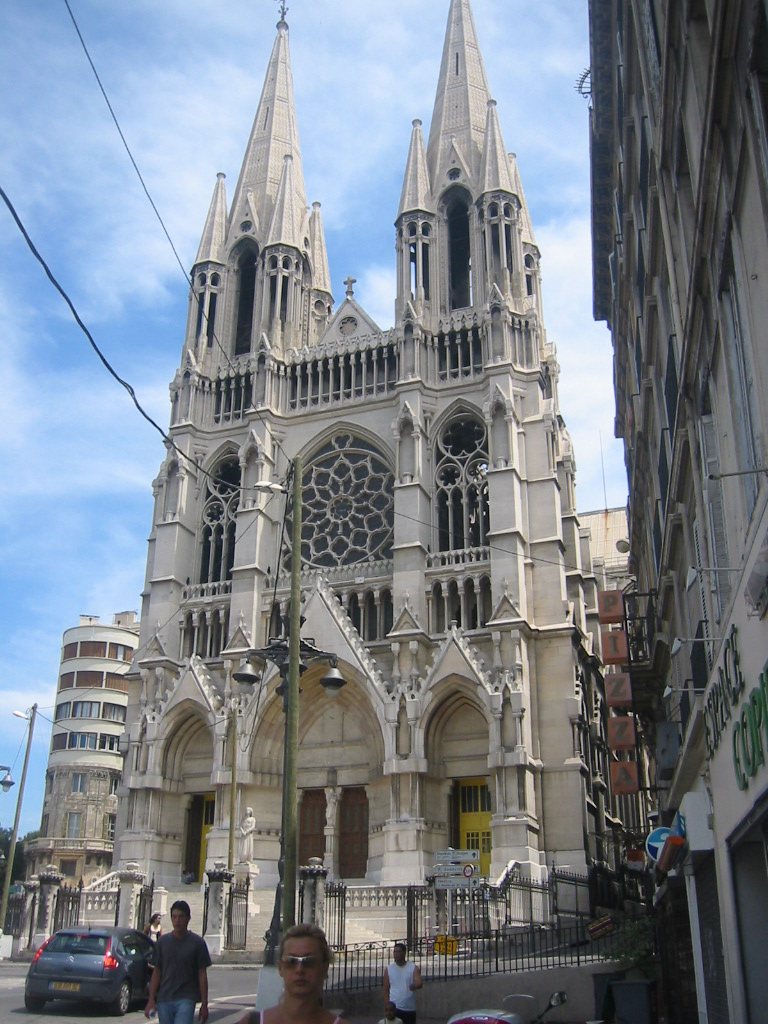
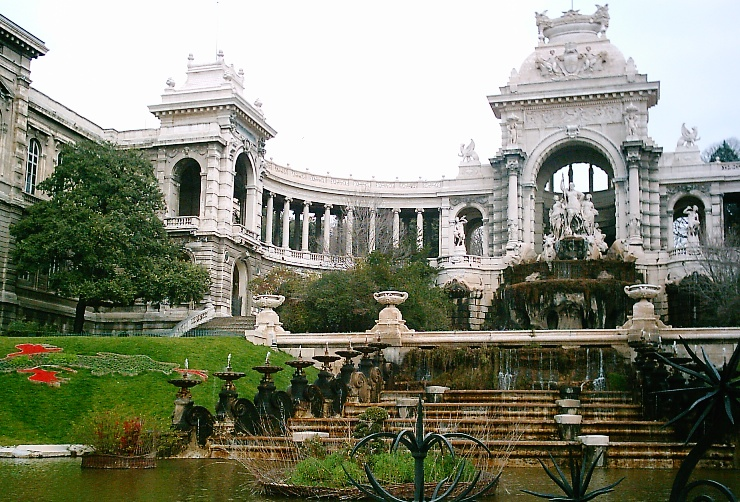
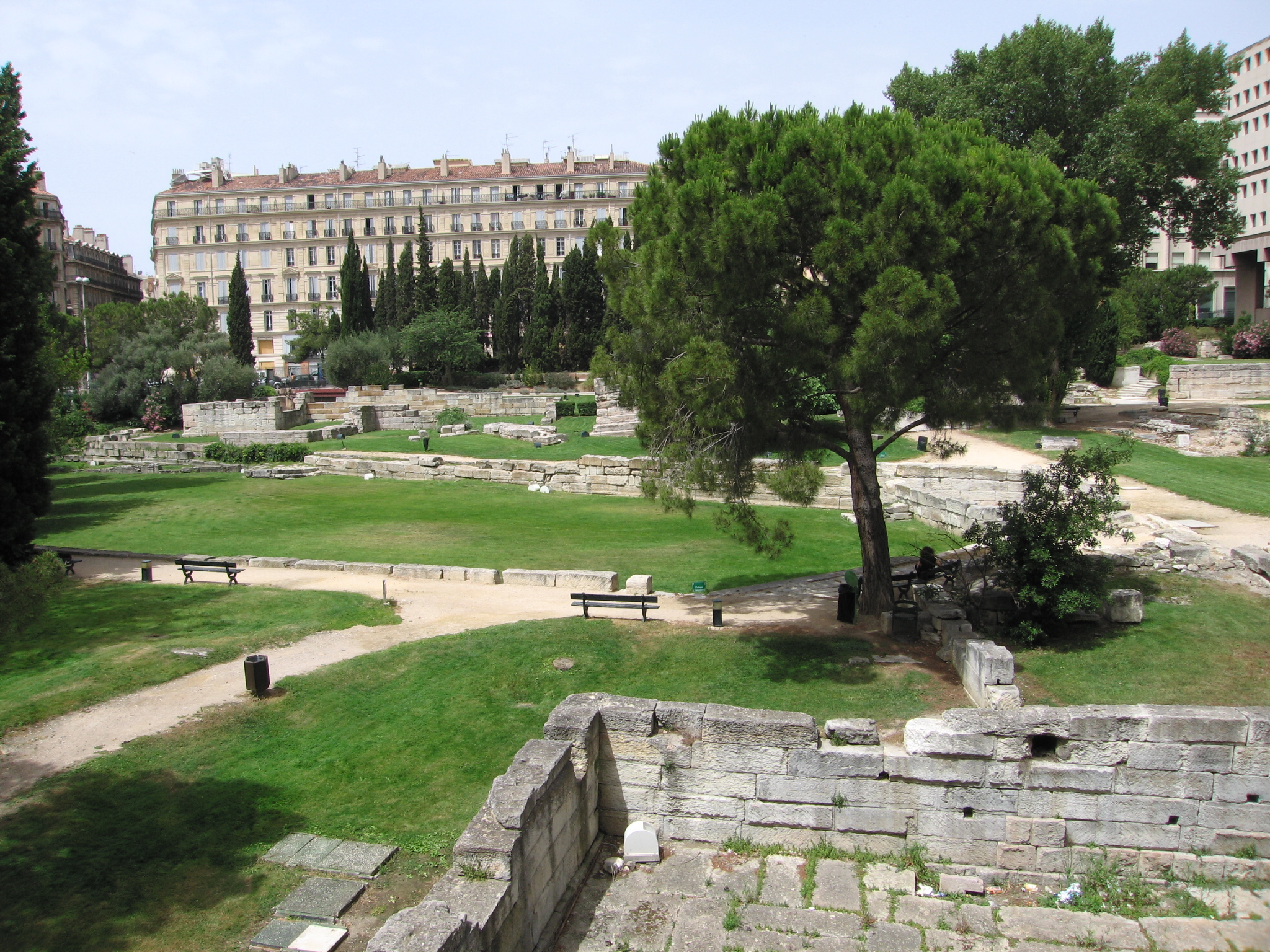
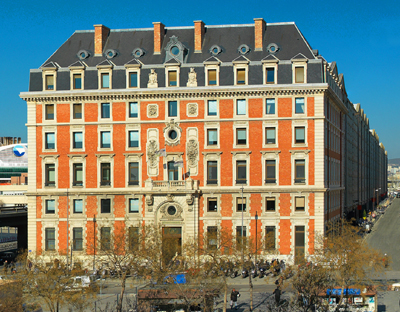
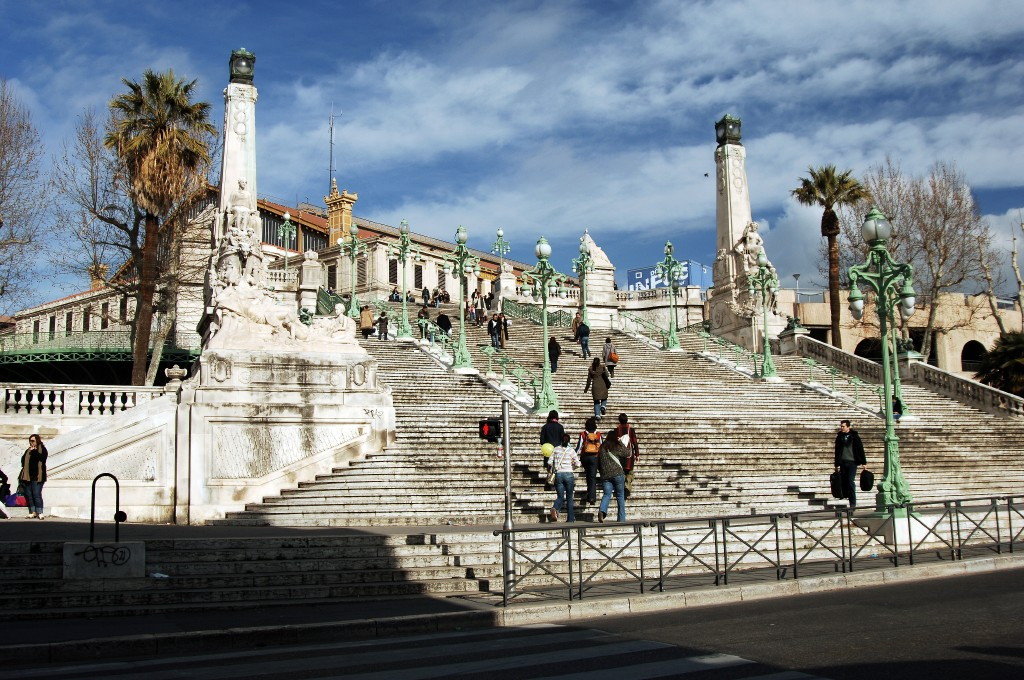
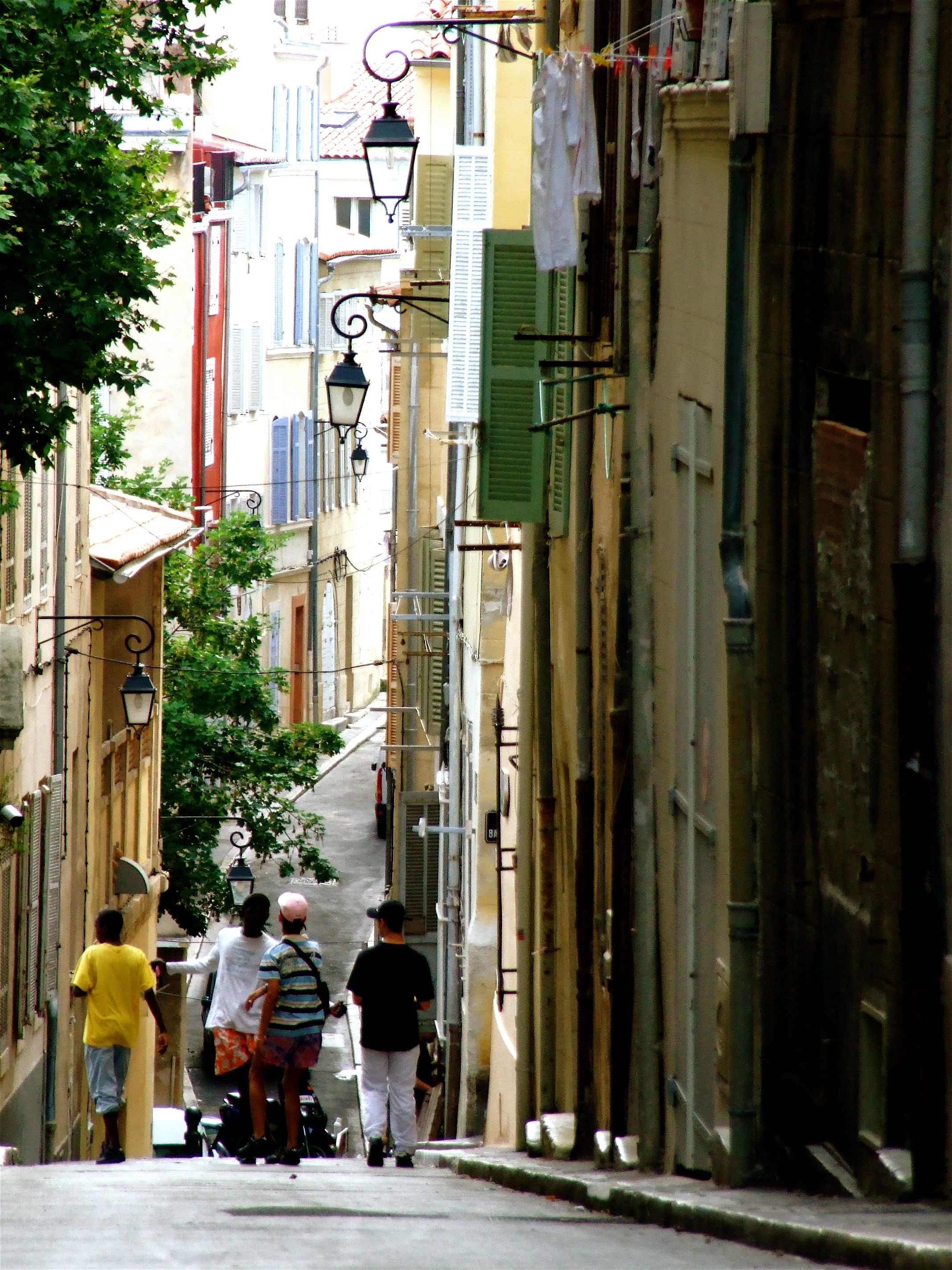
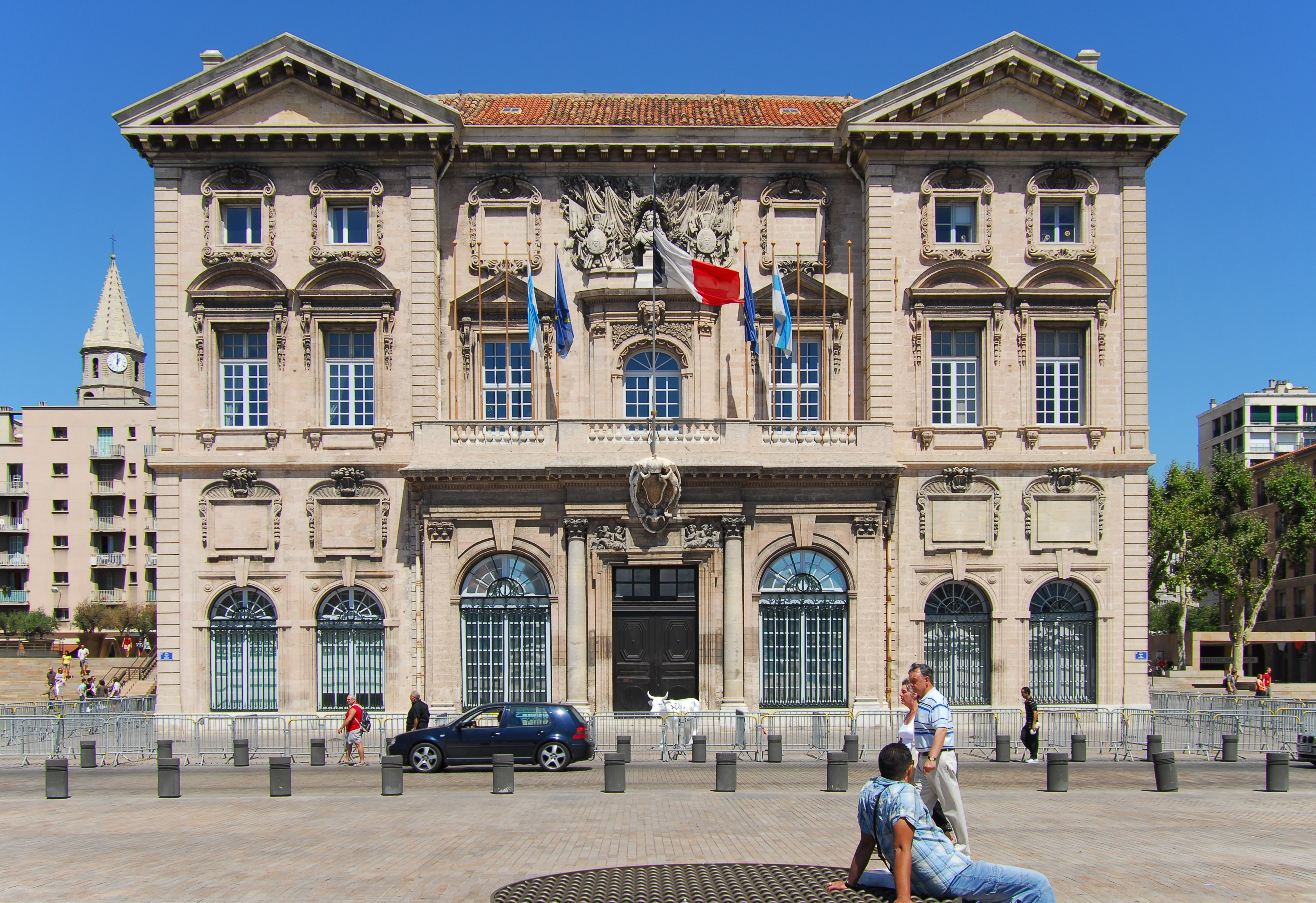
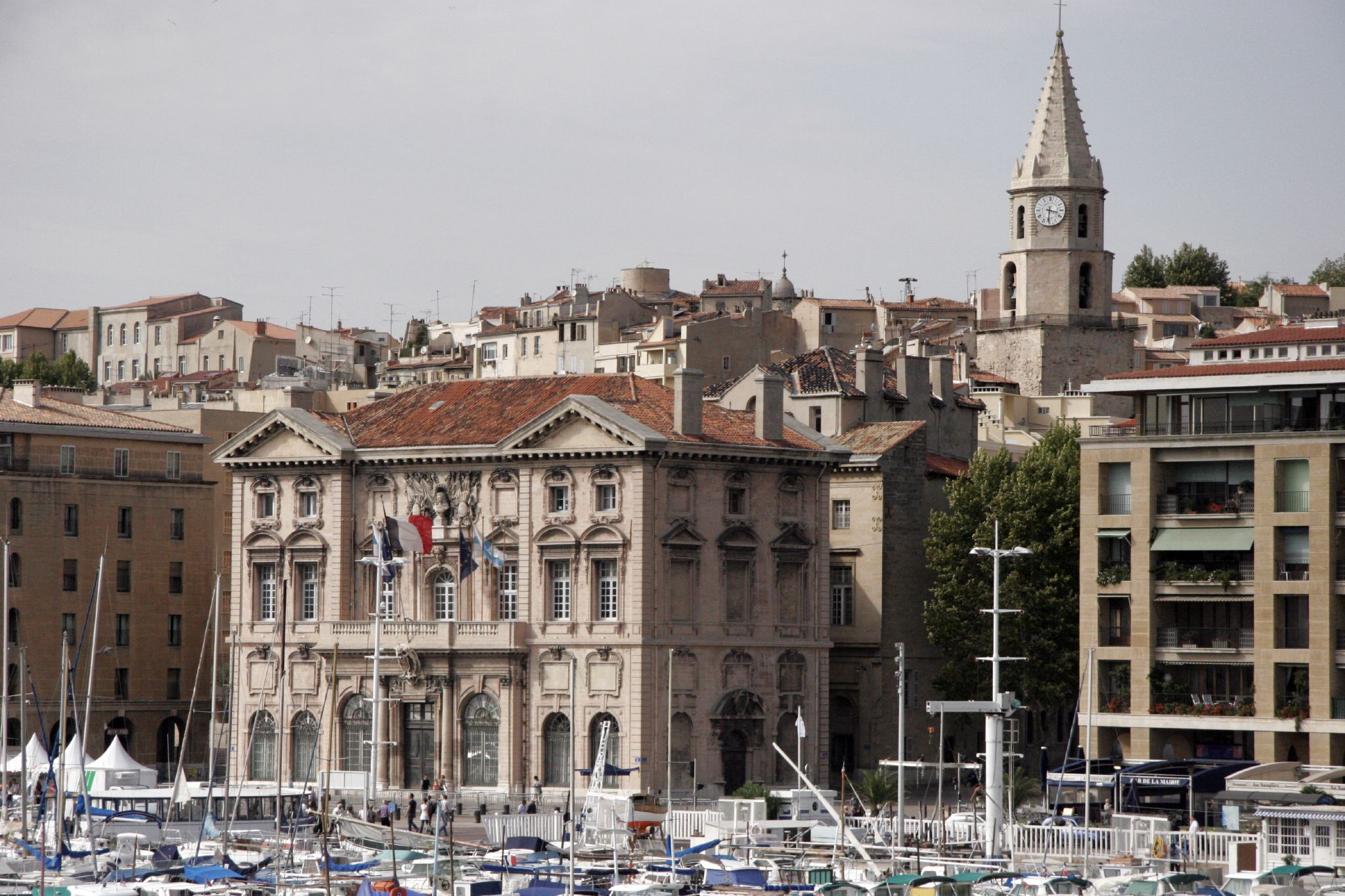
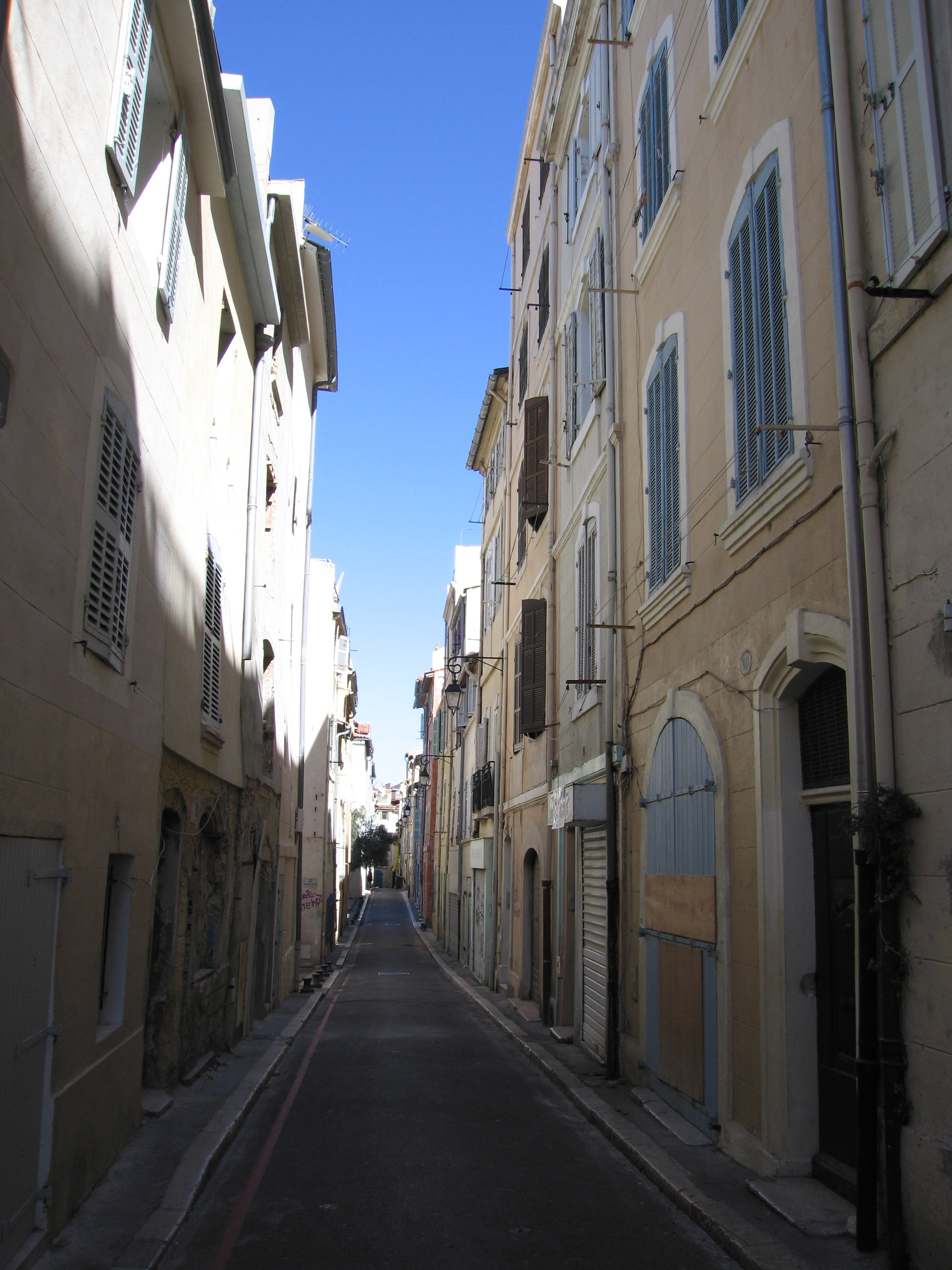
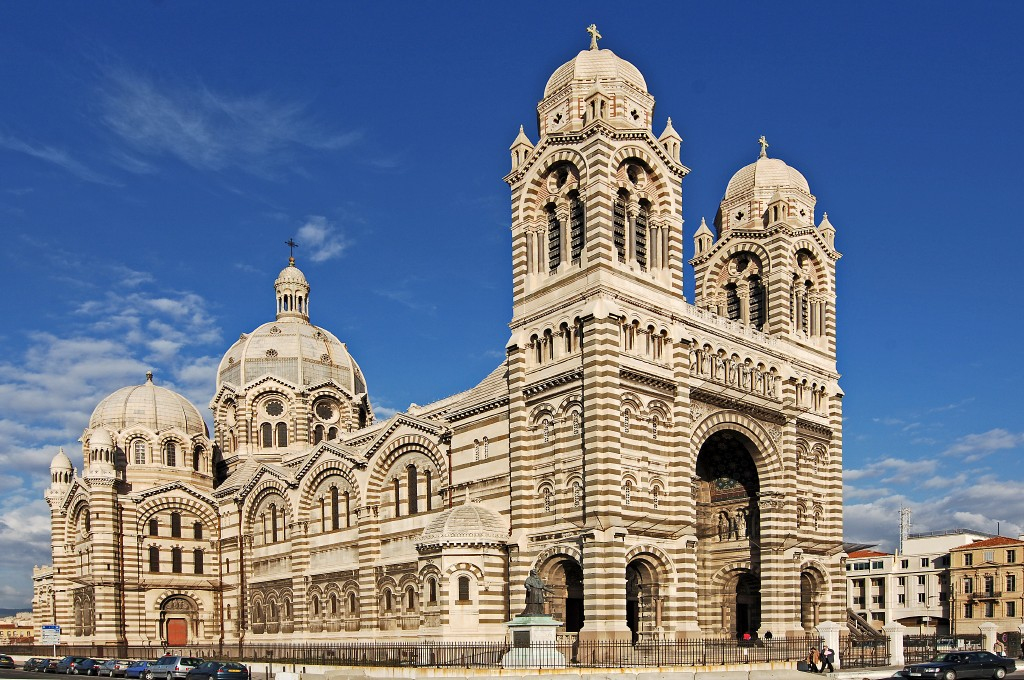
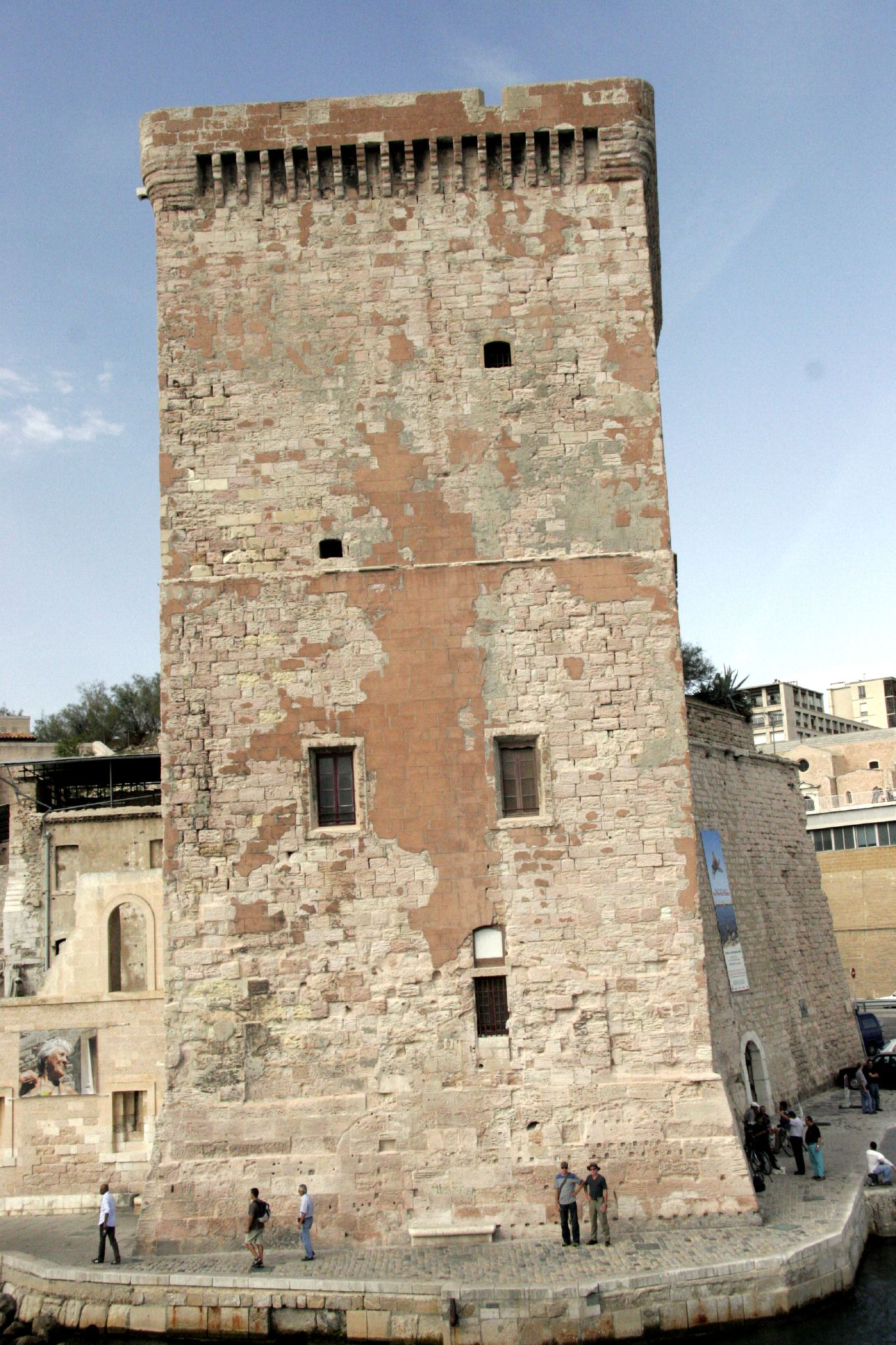
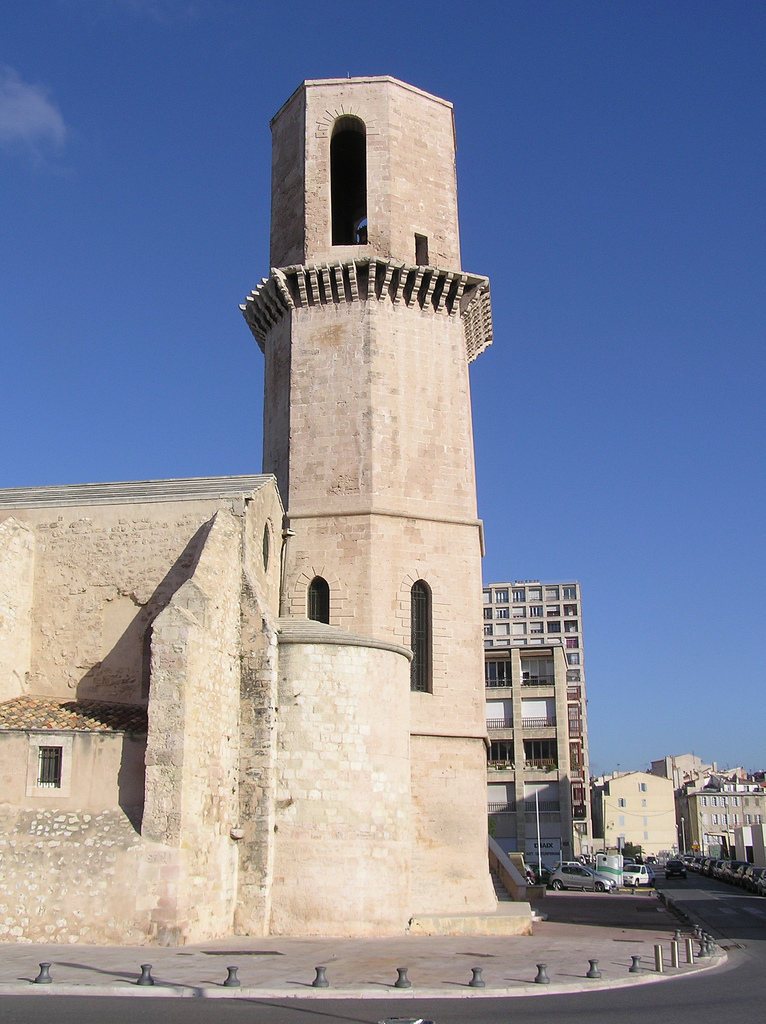
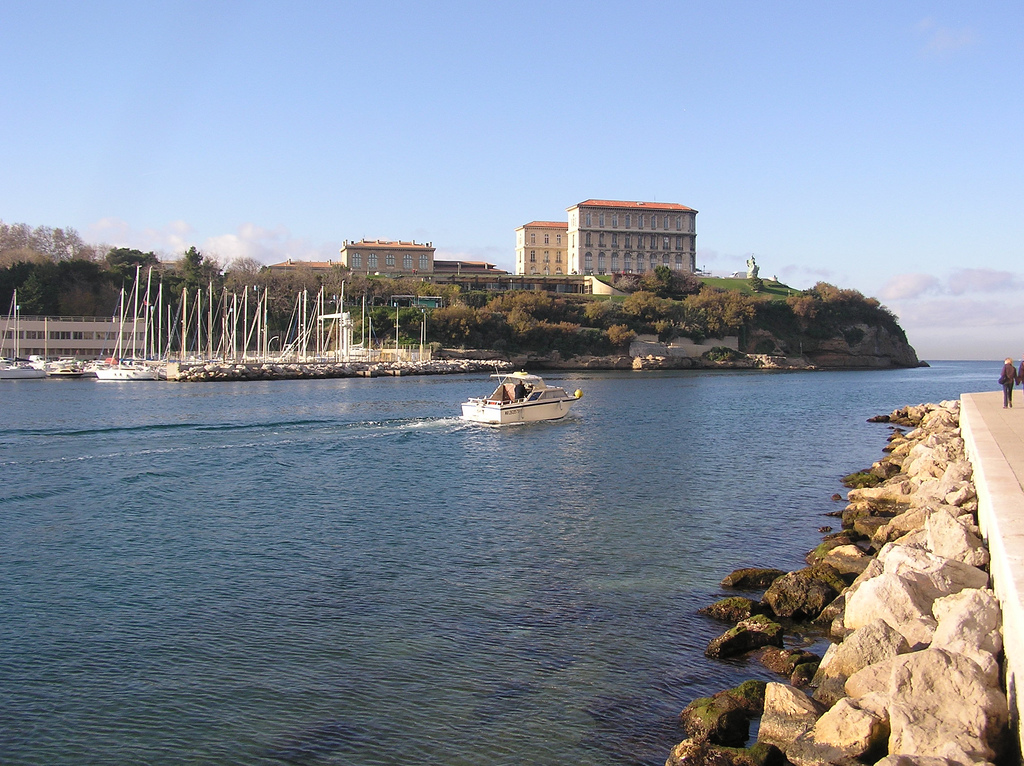
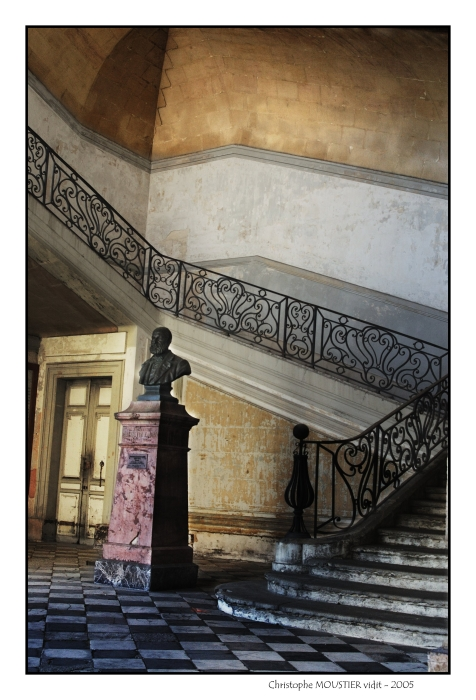
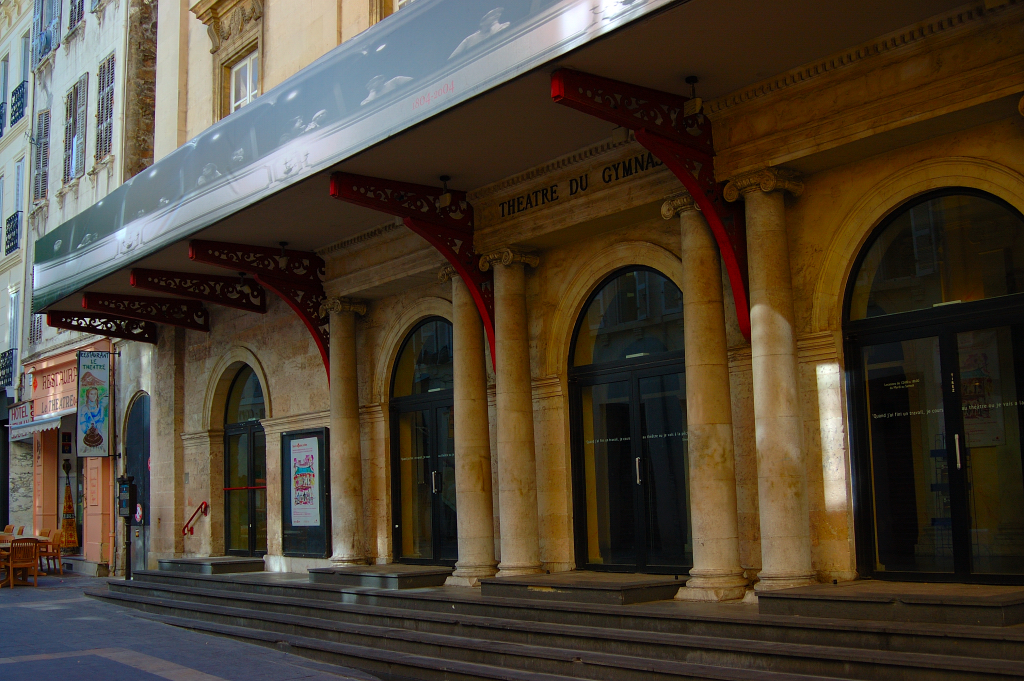
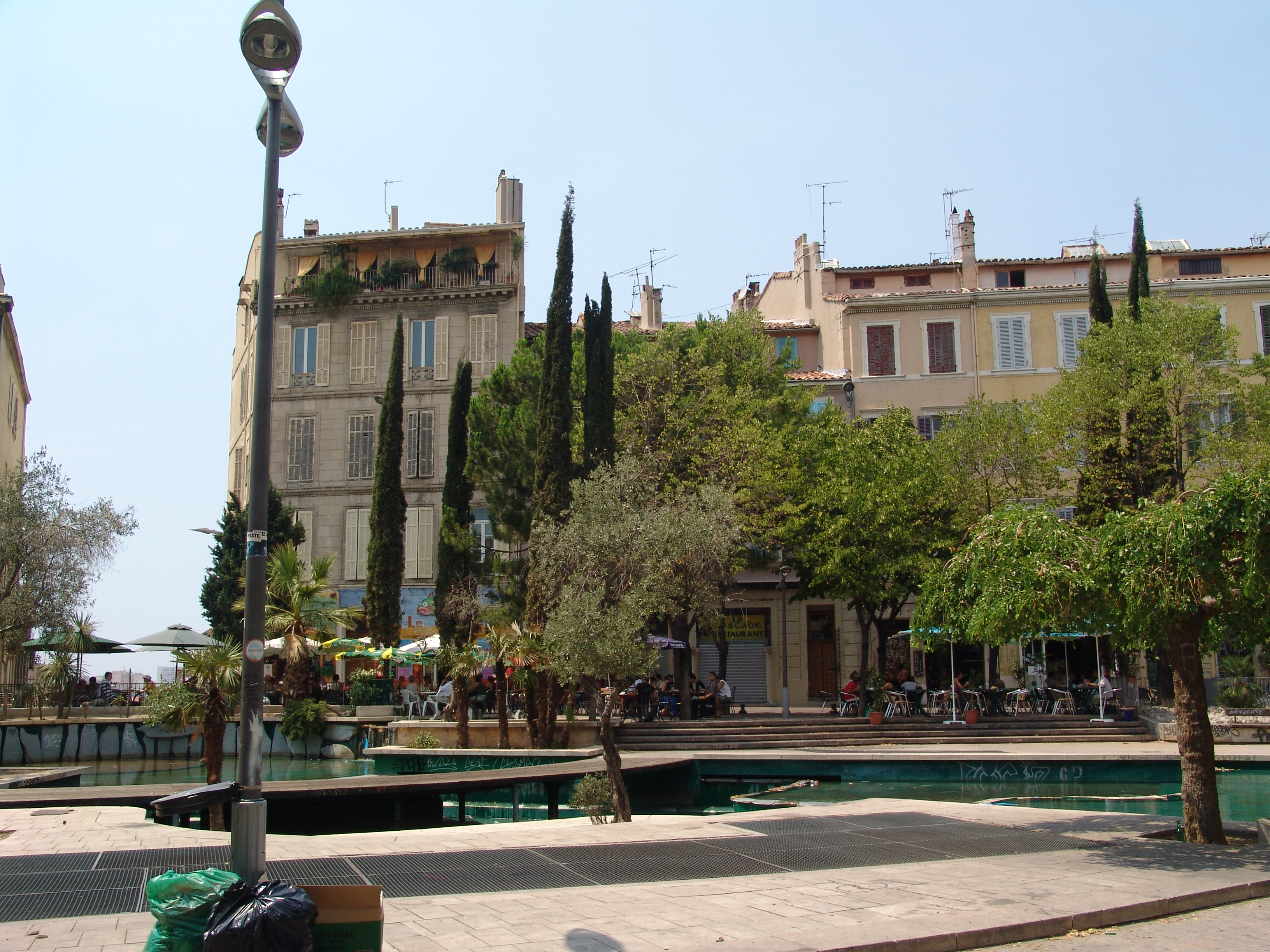
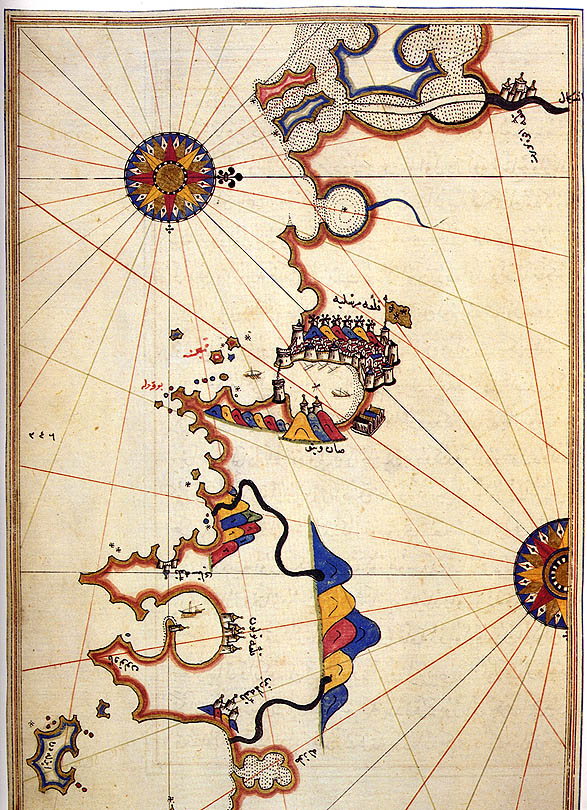
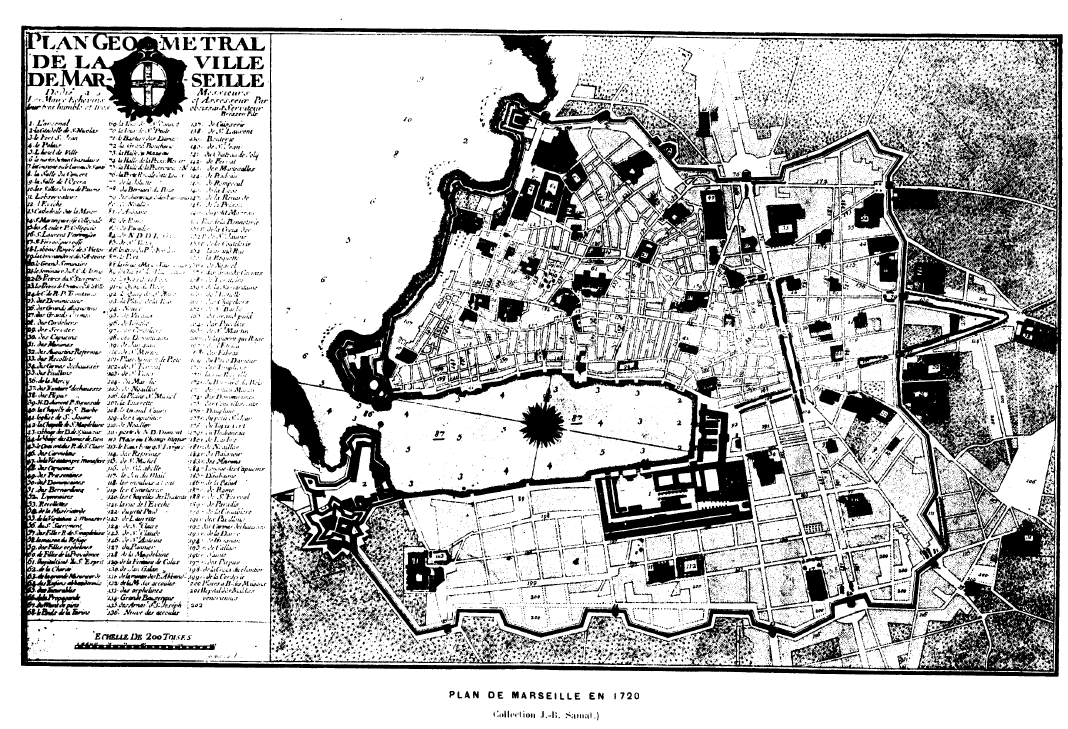
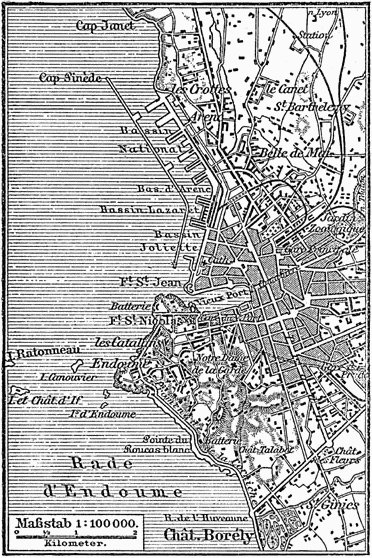

## جستارهای ویژه
- باشگاه فوتبال المپیک مارسی
- بندر مارسی